# Rivière des Fèves
Pour les articles homonymes, voir Fève (homonymie).
La rivière des Fèves est un affluent de la rivière Châteauguay. Elle coule dans les municipalités de Saint-Urbain-Premier et de Sainte-Martine, dans la municipalité régionale de comté (MRC) de Beauharnois-Salaberry, dans la région administrative de la Montérégie, au Québec, au Canada).
Le cours de la rivière est desservie du côté nord-est par le chemin de la Rivière-des-Fèves Nord et du côté sud-ouest par le chemin de la Rivière-des-Fèves Sud.
La surface de la rivière est généralement gelée de la mi-décembre à la fin mars. La circulation sécuritaire sur la glace se fait généralement de fin décembre à début mars. Le niveau de l'eau de la rivière varie selon les saisons et les précipitations.

## Géographie
Les principaux bassins versants voisins de la rivière-des-Fèves sont :
- côté nord : rivière Châteauguay ;
- côté est : ruisseau Clermont, rivière Noire ;
- côté sud : rivière des Anglais ;
- côté ouest : rivière Châteauguay, ruisseau Bouchard, rivière des Anglais.

La rivière-des-Fèves prend sa source à l'ouest du hameau "Norton Creek", au nord du chemin des Bourdeau.
La rivière est bordée par le rang de la Rivière des Fèves Nord du côté nord-est et par le rang de la Rivière des Fèves Sud du côté sud-ouest. Elle coule vers le nord-ouest sur environ 11 km en zones agricoles en recueillant l'eau de plusieurs ruisseaux pour se déverse sur la rive droite de la rivière Châteauguay, au sud du village de Sainte-Martine, en aval de l'embouchure de la rivière des Anglais et en aval du pont de la route 138.

## Toponymie
Le toponyme « rivière des Fèves » a été officialisé le 5 décembre 1968 à la Commission de toponymie du Québec.